# Cầu diệp duỗi
Cầu diệp duỗi (danh pháp hai phần: Bulbophyllum protractum) là một loài phong lan thuộc chi Bulbophyllum. Loài này phân bố từ đông Hymalaya đến Đông Dương, trong đó có Việt Nam.